# Audi 100
Der Audi 100 bezeichnet eine Baureihe der oberen Mittelklasse von Audi, intern auch „C-Reihe“ genannt. Der Audi 100 erschien im März 1968 und wurde bis Juli 1994 in vier Generationen hergestellt. Seit einer Umstrukturierung der Typenangaben im August 1994 heißt das Fahrzeug Audi A6. Anders als beim Audi 80/A4, bei dem die Umbenennung mit dem Modellwechsel zusammenfiel, war der erste A6 nur eine überarbeitete Version des letzten Audi 100.

## Modellgeschichte

### 100 C1 (1968–1976)
Die im Frühjahr 1968 erschienene erste Audi-100-Generation, der C1, legte den Grundstein für den heutigen Erfolg der Marke Audi. Trotz seines insgesamt noch recht konservativen Konzepts sorgten der damals in dieser Wagenklasse noch seltene Frontantrieb und die gefällige Form der geräumigen Karosserie für gute Verkaufserfolge, denn insgesamt wurden 827.474 Einheiten der ersten Audi-100-Generation gebaut, darunter 30.687 Exemplare des ab Sommer 1970 lieferbaren Coupés. Schon ab Herbst 1969 stand eine zweitürige Limousine bei den Händlern.
Die zuverlässigen, aber rauen Motoren waren allesamt längs eingebaute Reihenvierzylinder mit seitlicher Nockenwelle und Vergaser. Sie basierten auf dem ursprünglich von Mercedes übernommenen „Mitteldruckmotor“ des Audi F103 und wurden in den Leistungsstufen 80 PS bis 115 PS (59 kW bis 85 kW) angeboten. Den moderneren OHC-Motor mit 1600 cm³ und 85 PS (63 kW) aus dem neuen Audi 80 gab es allerdings ab 1974 als Basismotorisierung.
Das Vierganggetriebe wurde – wie schon beim F103 – wahlweise mit Lenkrad- oder Mittelschaltung angeboten. Ab 1970 war auch eine Drei-Stufen-Automatik verfügbar. Eine Servolenkung – wegen der hohen Belastung der Vorderachse von Vorteil – war erst ab 1971 lieferbar.
Der C1 wurde bis Juli 1976 als zwei- sowie viertürige Stufenhecklimousine und als zweitüriges Coupé gebaut.

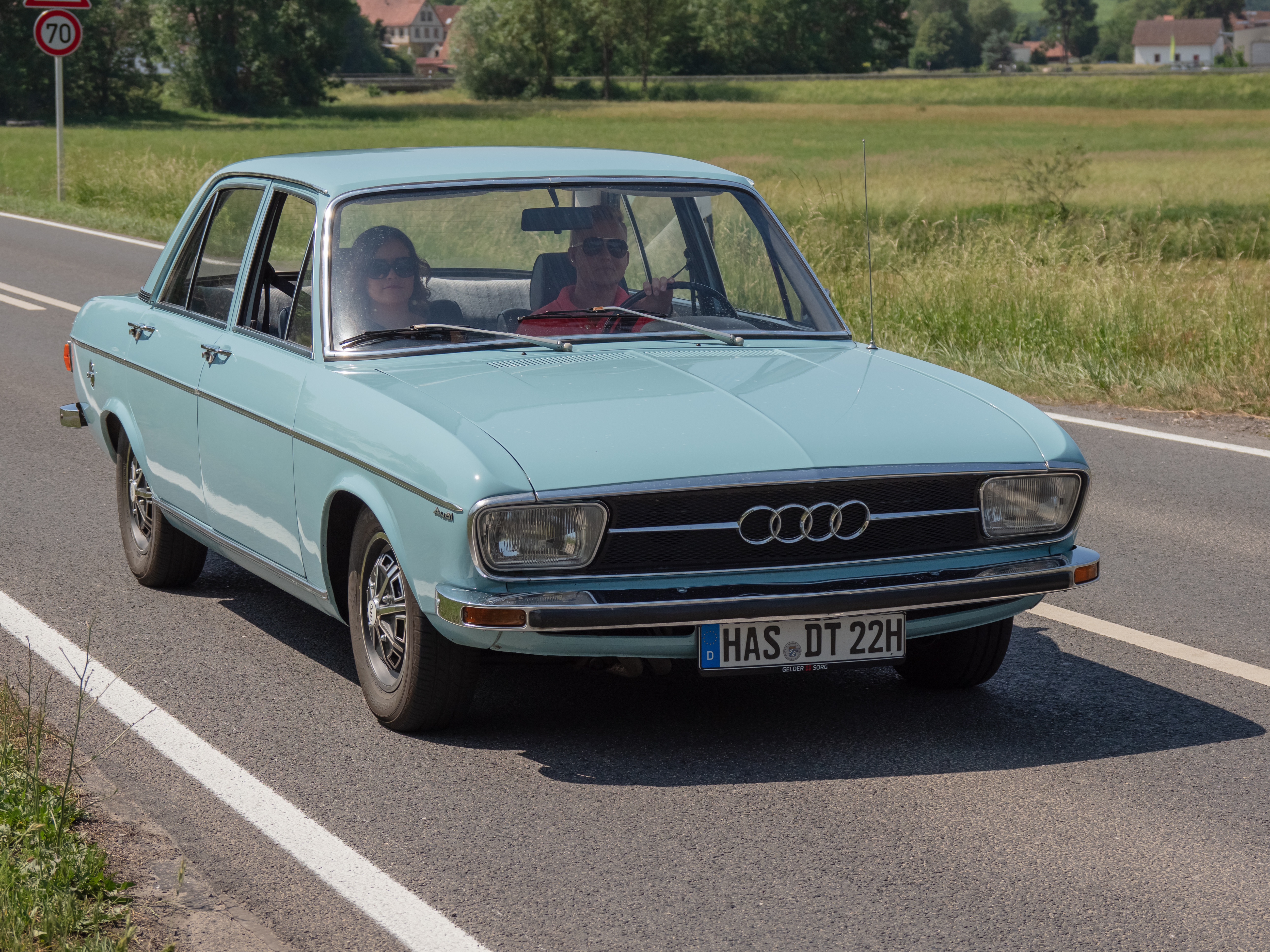
Audi 100 Viertürer (1968–1973)
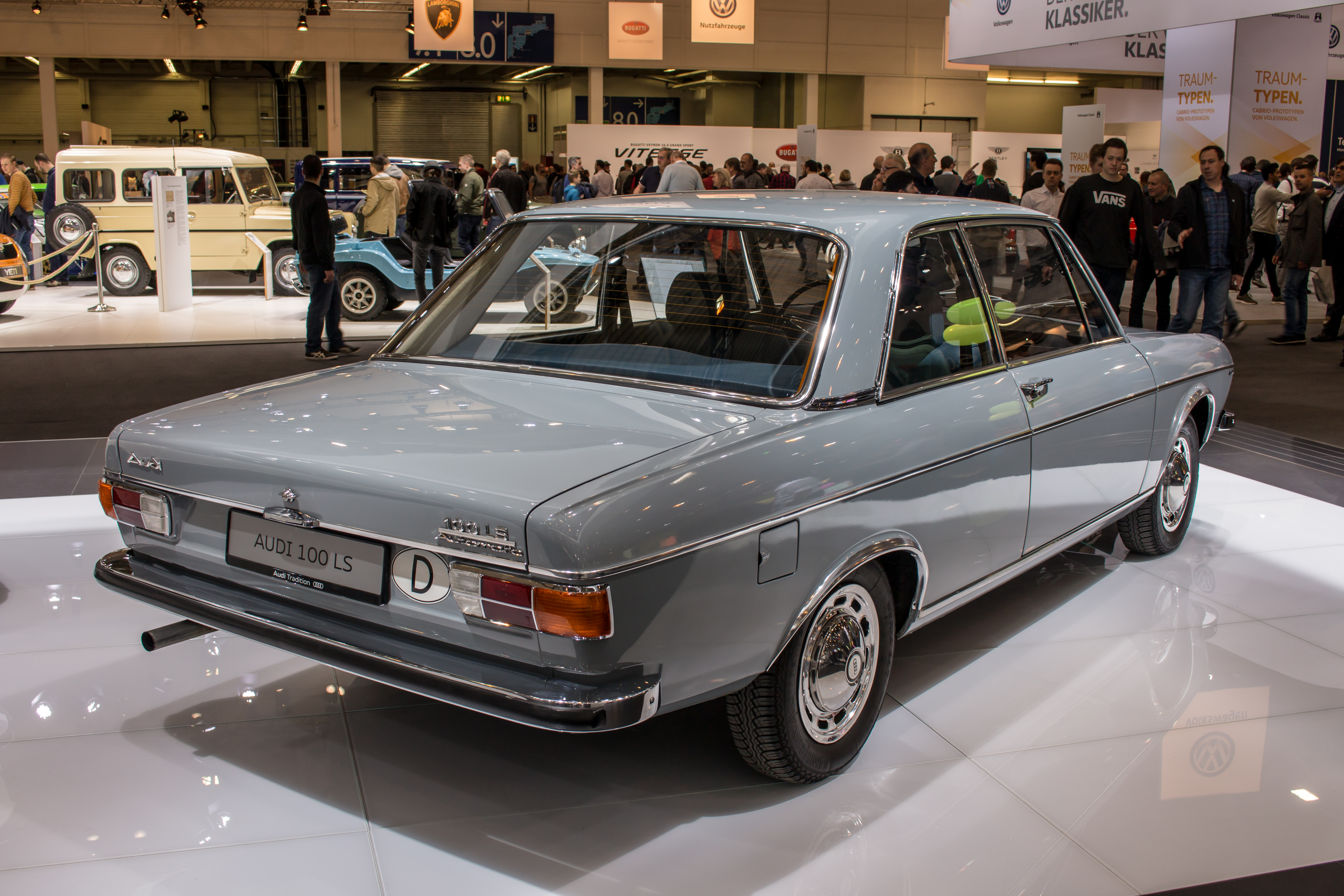
Audi 100 C1 2-Türer (1968–1973)
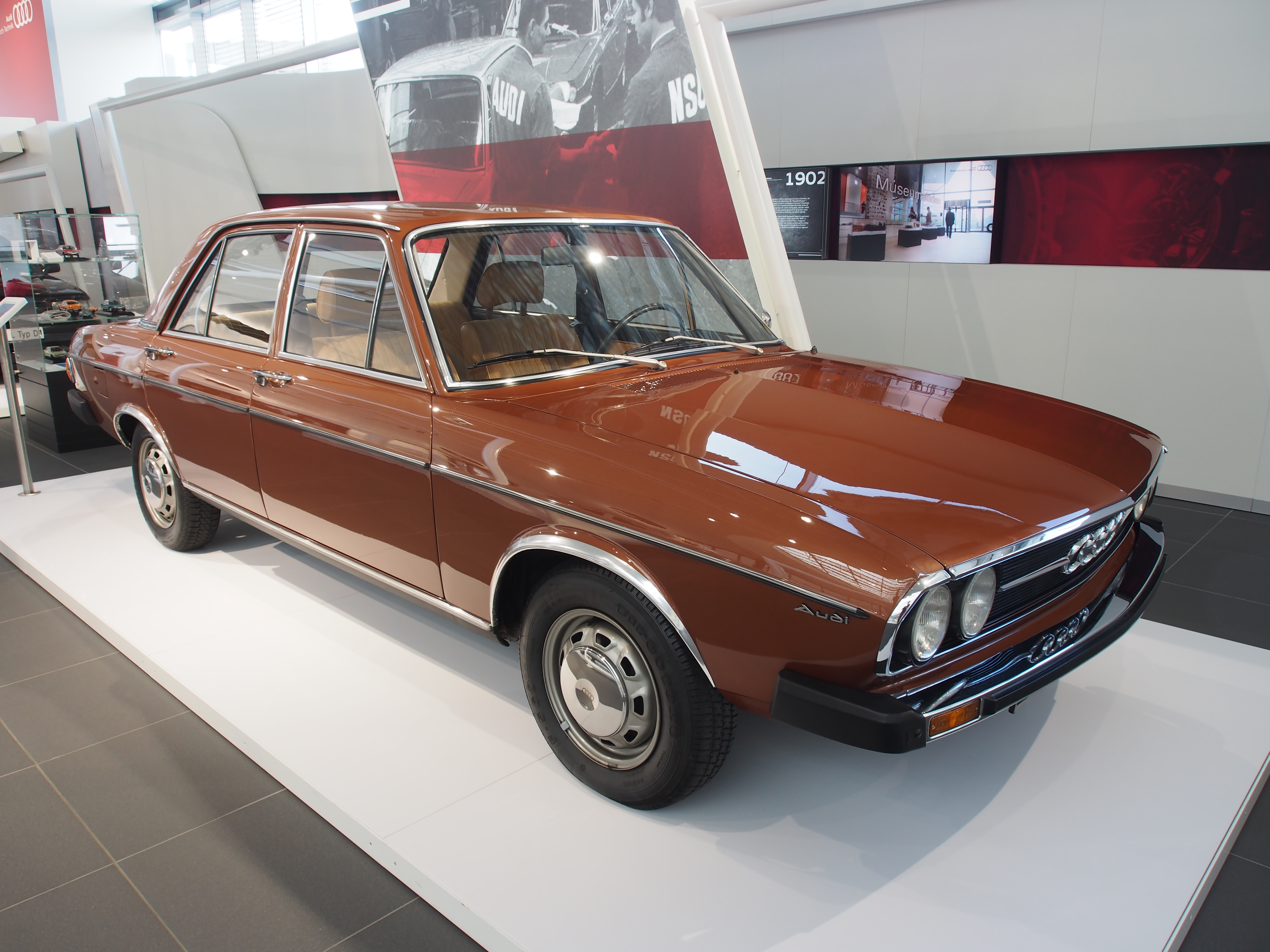
Audi 100 Viertürer (1974–1976)
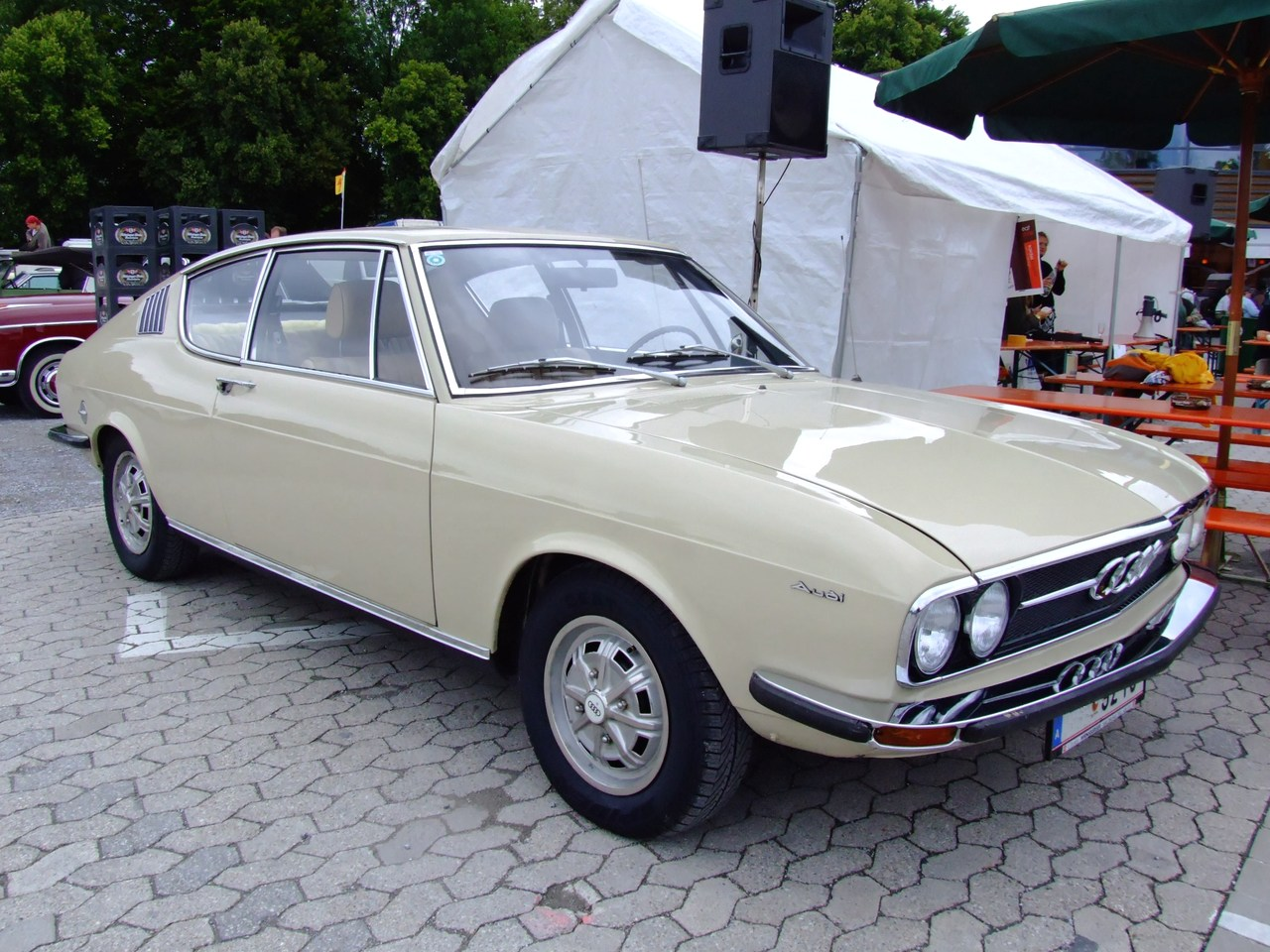
Audi 100 Coupé S (1970–1976)
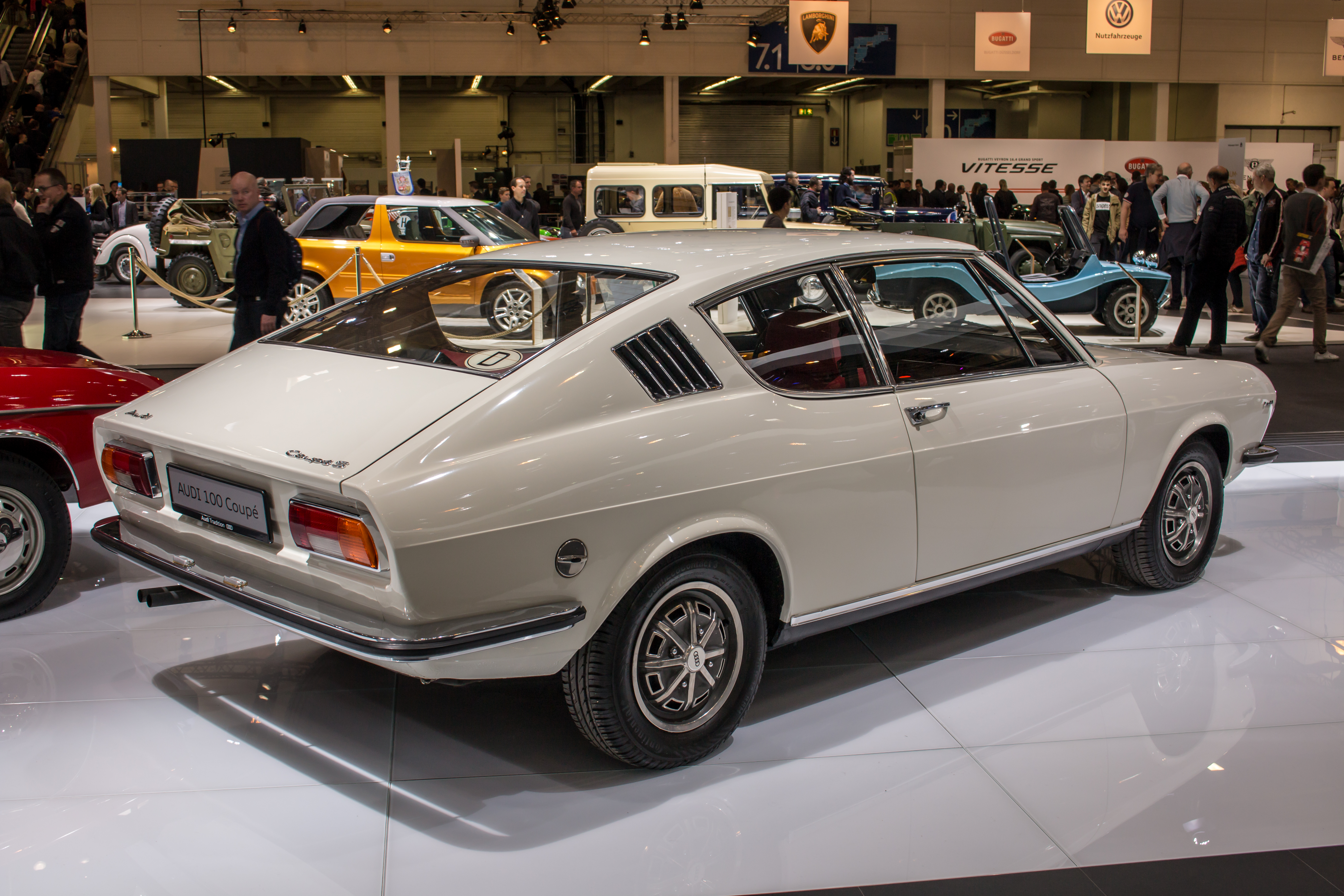
Audi 100 Coupé S (1970–1976)

### 100 C2 (1976–1982)
Der Audi 100 C2 wurde im August 1976 als völlige Neuentwicklung vorgestellt. Insbesondere der ab 1977 angebotene Reihenfünfzylinder-Ottomotor erregte Aufsehen, der als Vergaserversion (5S, 85 kW / 115 PS) und als Einspritzversion (5E, 100 kW / 136 PS) angeboten wurde. Mit seiner guten Laufkultur lag er etwas sparsamer näher beim Sechs- als beim Vierzylinder. Ab Herbst 1978 wurde auch ein Dieselmotor mit fünf Zylindern und 51 kW (5D, 70 PS) Leistung angeboten.
Der C2 war wahlweise als zwei- und viertürige Limousine lieferbar, die im September 1977 erstmals durch eine Avant genannte Schrägheckversion mit großer Heckklappe und variabler (umklappbarer) Rücksitzbank ergänzt wurde.
Auf der IAA 1979 wurde der Audi 200 mit einem turbogeladenem Fünfzylindermotor mit 125 kW (170 PS) vorgestellt. Im C2 war erstmals auch ein Fünfganggetriebe verfügbar. Dieses Modell wurde auch in die USA exportiert, dort wurde der C2 als Audi 5000 vermarktet. Ab Modelljahr 1982 wurde noch eine Version mit Turbo-Diesel verfügbar.

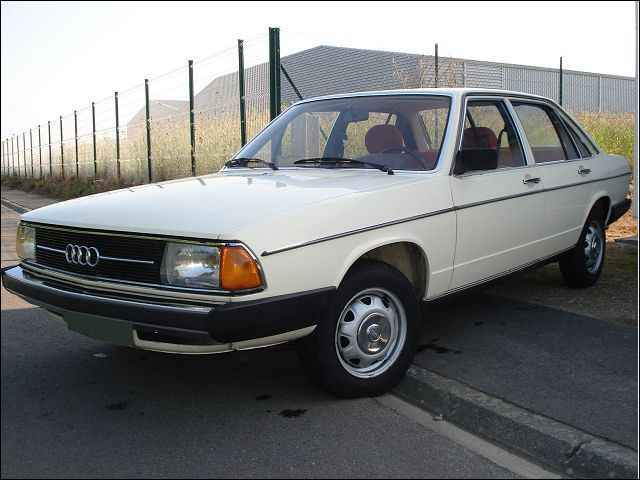
Audi 100 (1976–1979)
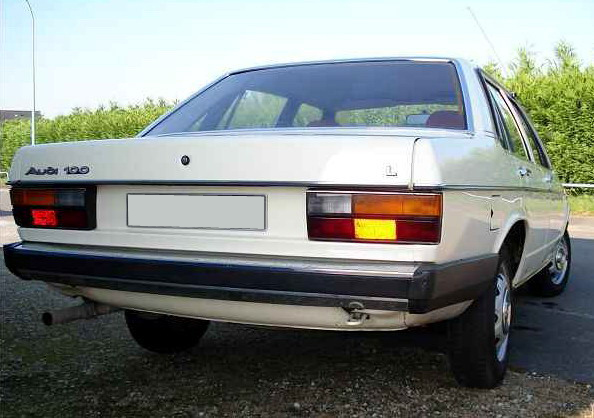
Audi 100 (1976–1979)
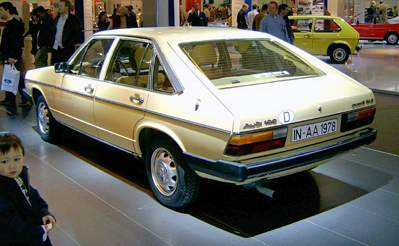
Audi 100 Avant (1977–1982)
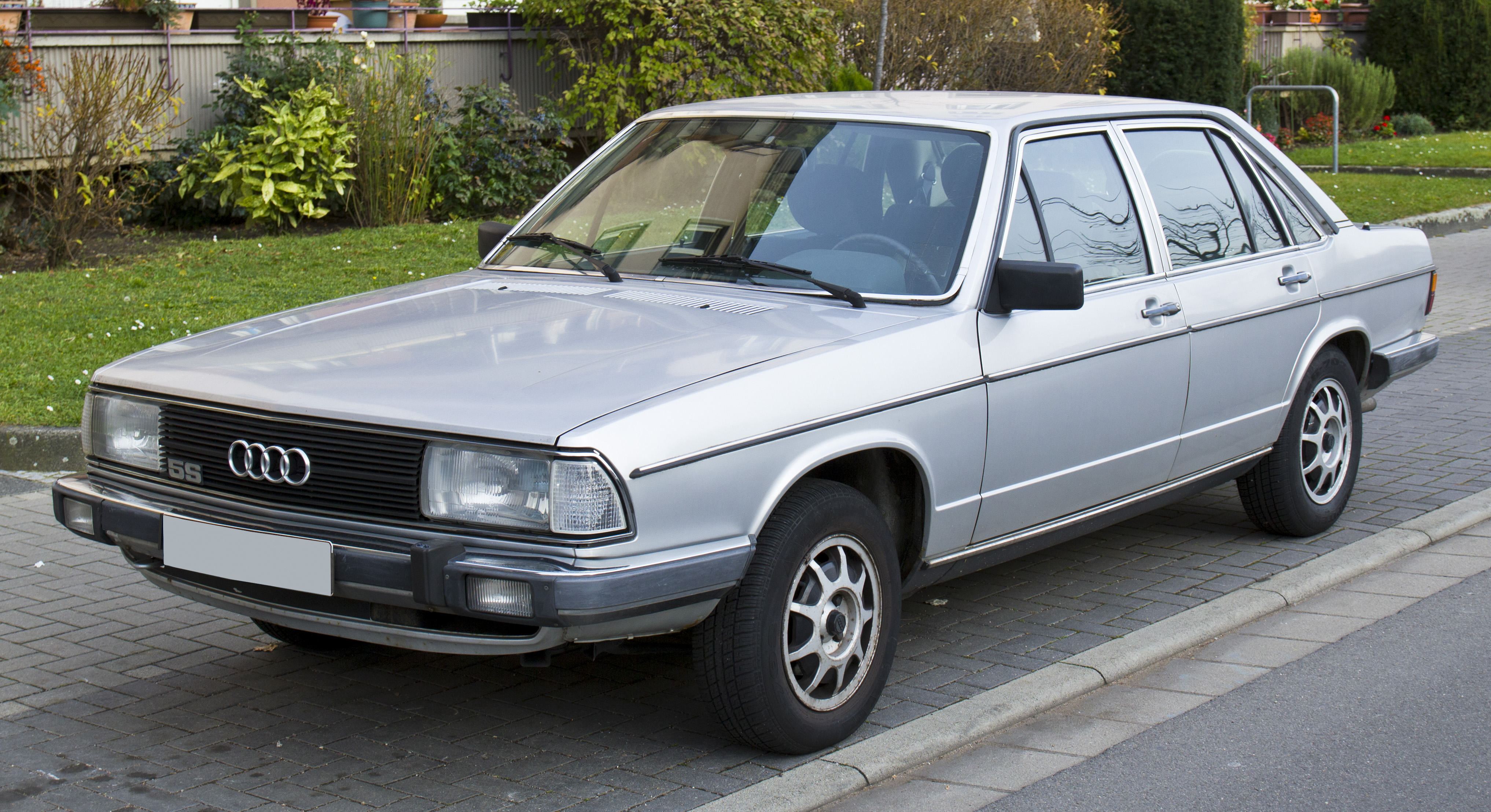
Audi 100 (1979–1982)
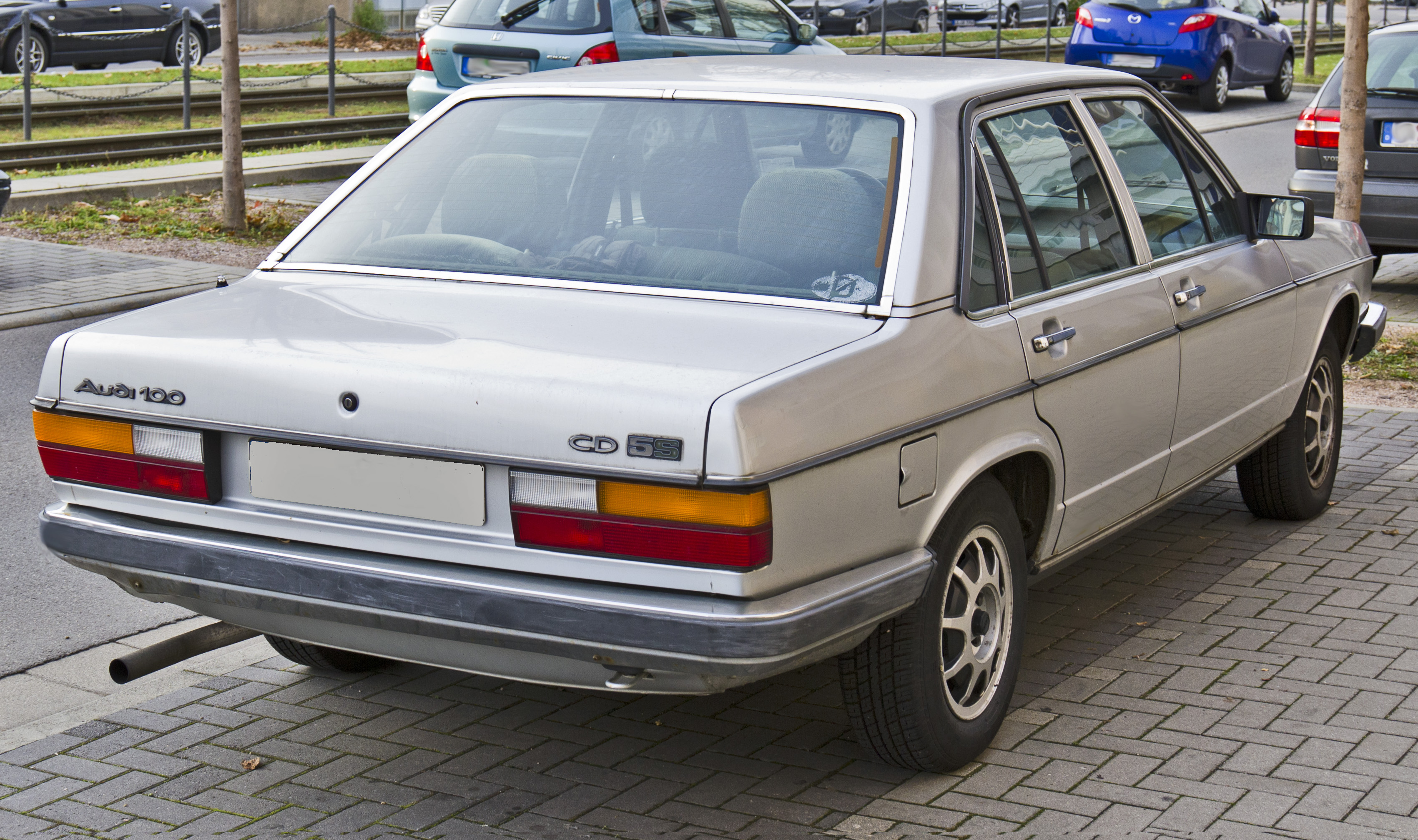
Audi 100 (1979–1982)

### 100 C3 (1982–1991)
Der im August 1982 präsentierte Audi 100 C3 stellte einen Weltrekord im Bereich der Aerodynamik auf. Der Luftwiderstandsbeiwert (cW) der geräumigen Karosserie von 0,30 ließ die Fachpresse aufhorchen, jedoch wurden durch dieses Modell neue Probleme wie „Innenraumaufheizung“ wegen der stark geneigten Scheiben aufgeworfen.
Neben der nur noch in der viertürigen Version gebauten Limousine war ab Mitte 1983 wieder ein Avant als Kombi erhältlich. Auch von dieser Generation gab es ab Mitte 1983 wieder den luxuriösen Ableger Audi 200, der im Sommer 1984 auch als Avant auf den Markt kam. In den Vereinigten Staaten waren die Modelle als Audi 5000 im Programm.
Als Besonderheit in der Großserienfertigung wurde die Karosserie des C3 ab 1987 vollverzinkt. Die Technik war bis auf Detailänderungen im Wesentlichen dieselbe wie im Vorgänger. Der Fünfzylinder-Diesel wurde ab Mitte 1983 auch als Turboversion und ab Anfang 1990 erstmals als Direkteinspritzer („TDI“) angeboten. Ab Herbst 1984 (Modelljahr 1985) gab es den 100 und 200 als quattro mit Allradantrieb.

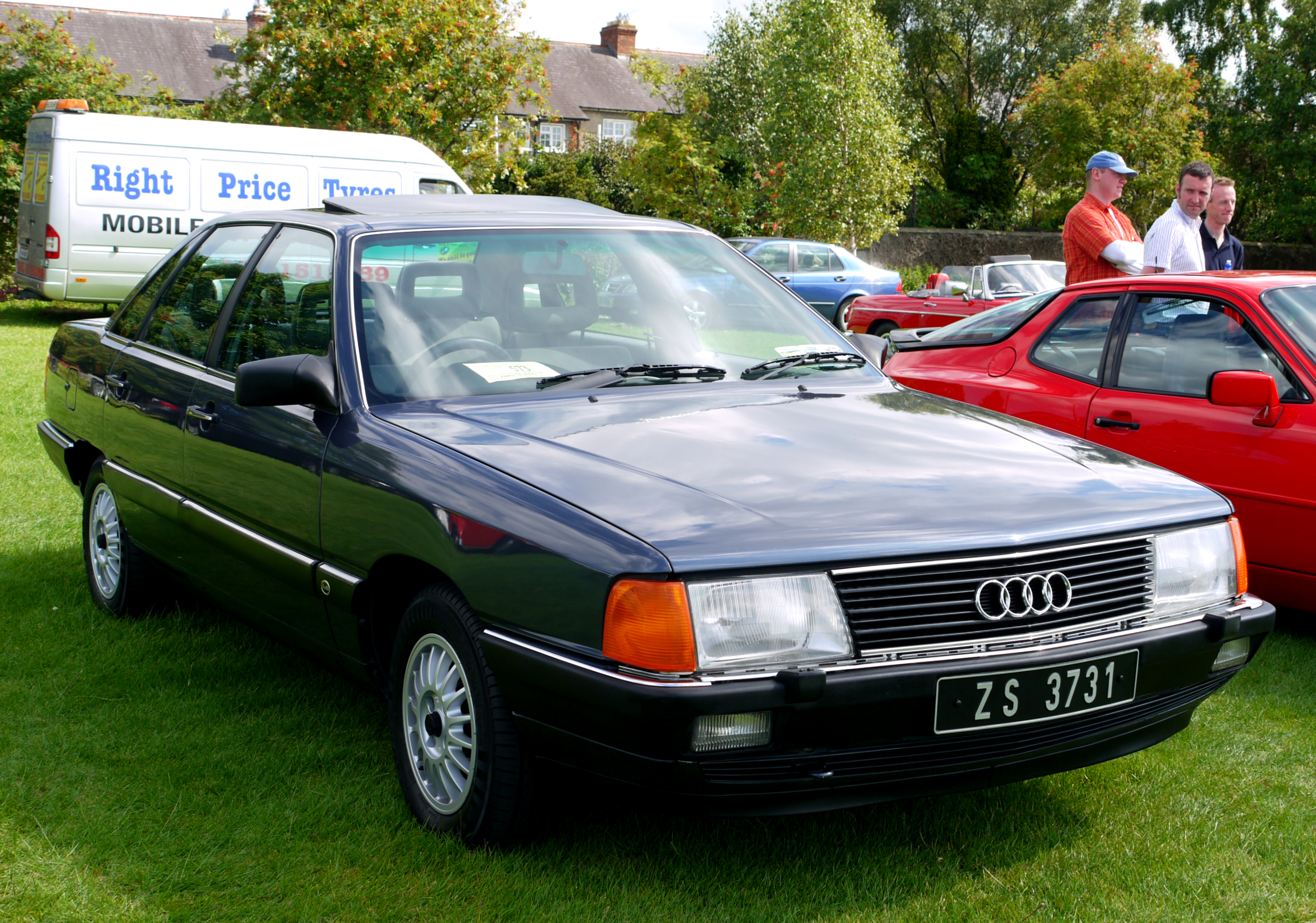
Audi 100 (1982–1991)
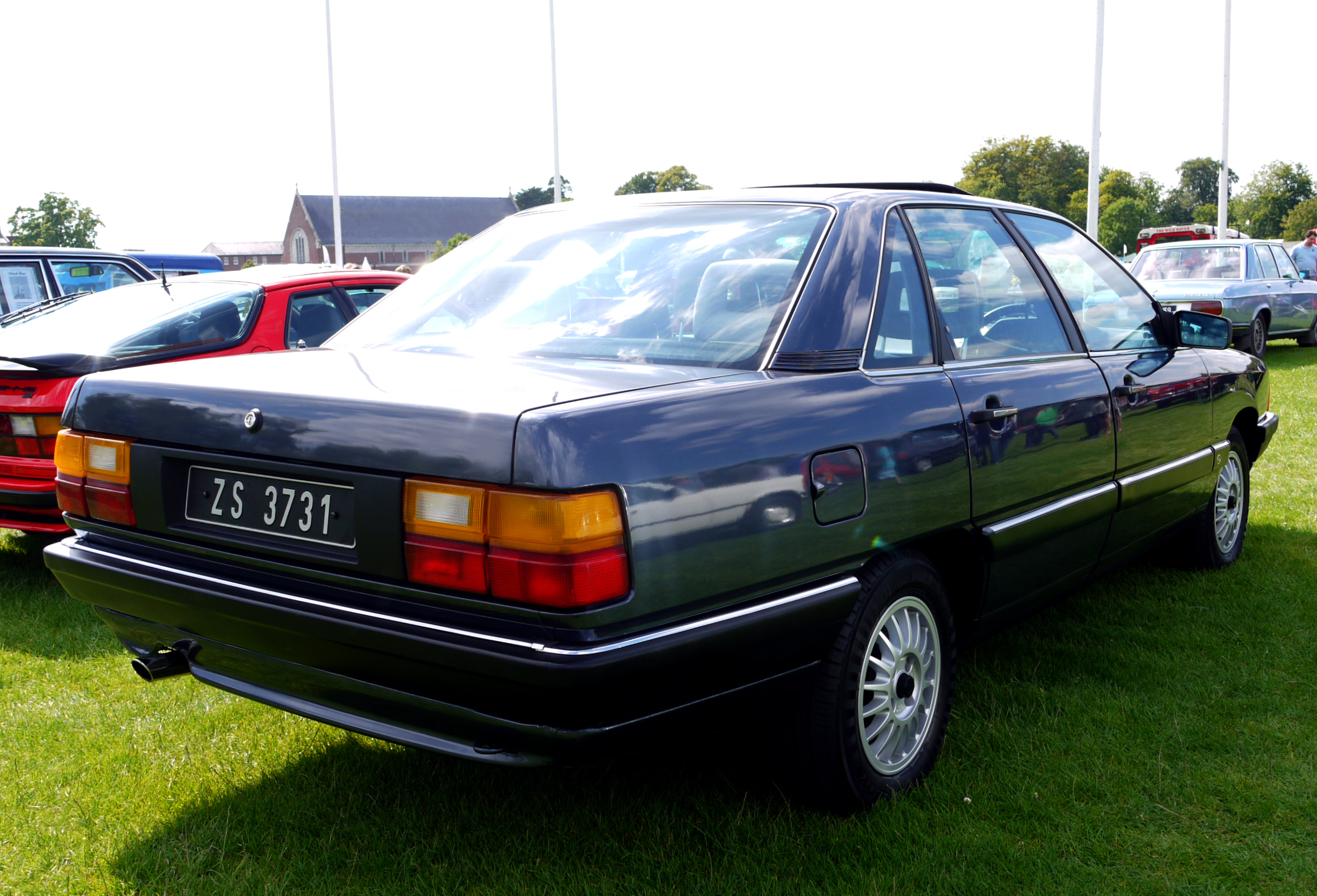
Audi 100 (1982–1991)
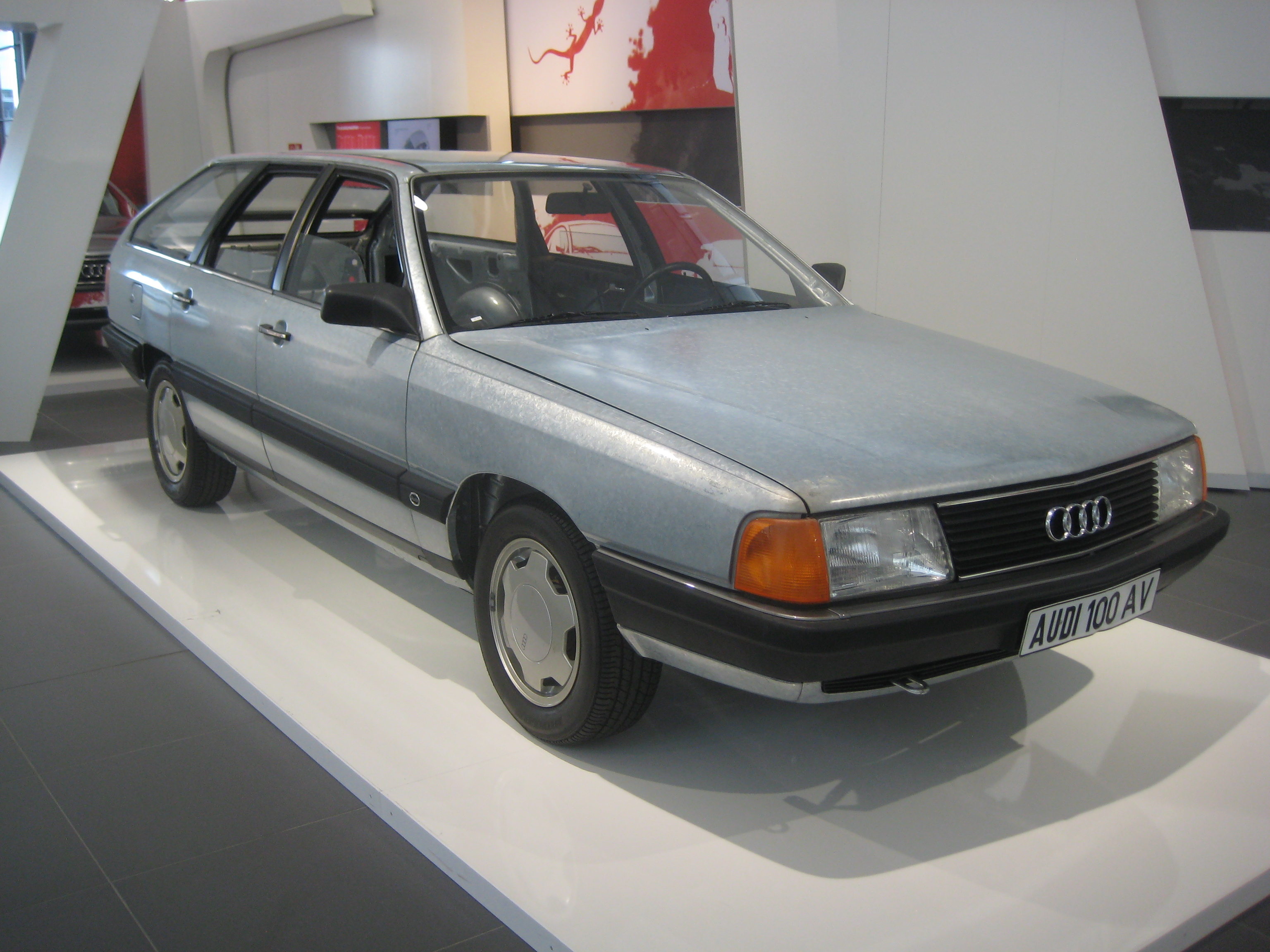
Audi 100 Avant (1982–1991)
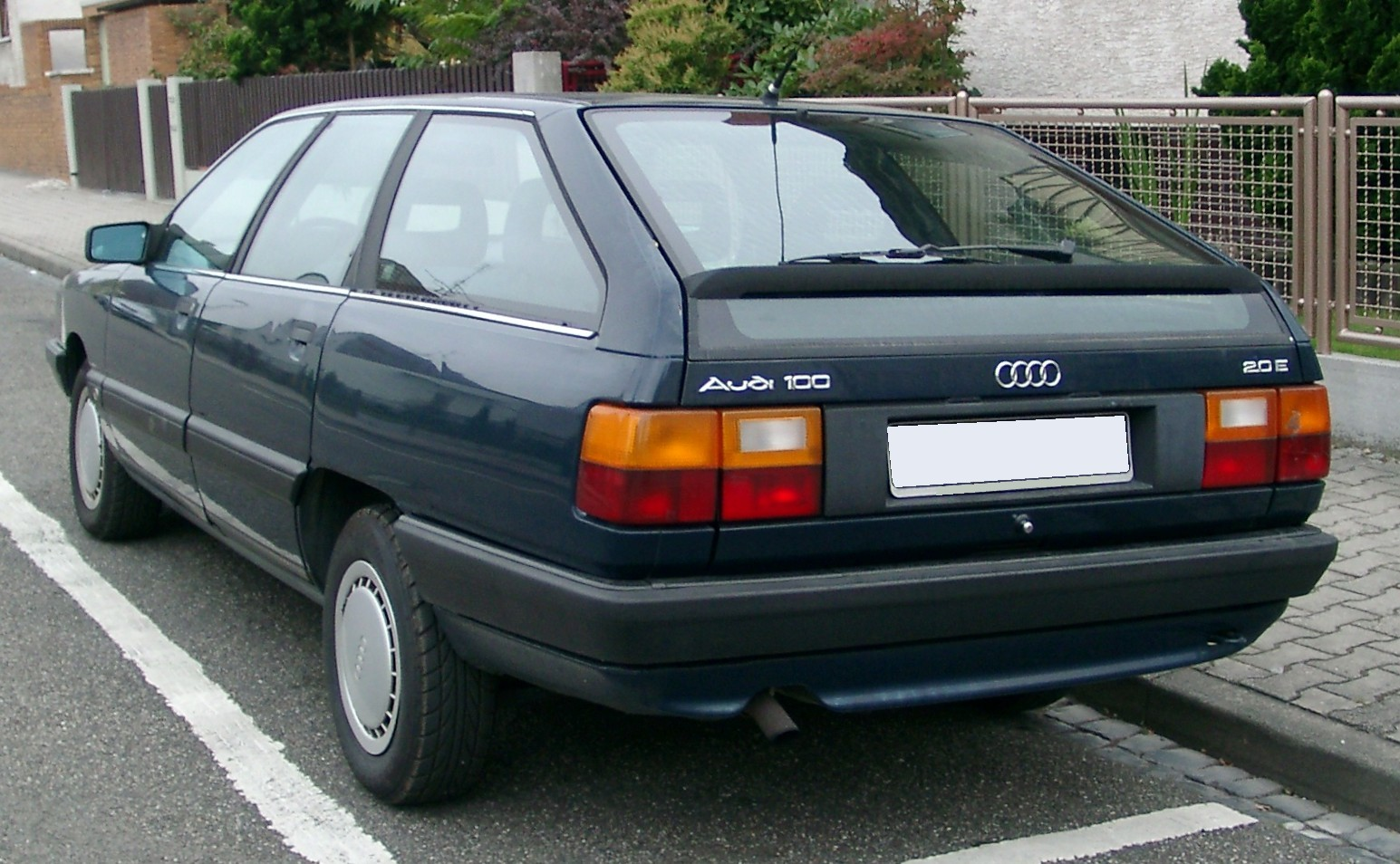
Audi 100 Avant (1983–1991)

### 100 C4 (1990–1994)
Ende 1990 folgte die letzte Audi 100-Generation (intern C4 genannt), die ohne Messepremiere am Markt eingeführt wurde. Der damals amtierende Volkswagenkonzernchef Carl H. Hahn lehnte eine Präsentation auf einer Messe mit der Begründung ab, dass ein Auto erst präsentiert werden könne, wenn die Serie angelaufen sei.
Die Karosserie war nahezu komplett neu, obwohl sie auf den ersten Blick dem C3 recht ähnlich sah. Das Fahrwerk wurde leicht überarbeitet. Zu den bekannten Vier- und Fünfzylinder-Reihenmotoren kam ein neuer V6 mit zunächst 2,8 Liter Hubraum und 128 kW (174 PS), später auch ein 2,6 Liter V6 mit 110 kW (150 PS). Alle Ottomotoren wurden mit geregeltem Katalysator ausgestattet. Ab Herbst 1991 war auch wieder ein Avant im Programm, der nun einen reinen Kombi darstellte und keine Mixtur aus Schrägheck und Kombi.
Mitte 1991 erschien als neues Spitzenmodell der S4 auf der Basis des bereits bekannten Turbo-Fünfzylinders, aber mit zwei obenliegenden Nockenwellen und vier Ventilen pro Zylinder. Der Motor leistete 169 kW (230 PS). Der S4 wurde ausschließlich mit permanentem Allradantrieb ausgeliefert. 1992 bekam der S4 den 4,2 Liter 206 kW (280 PS) starken V8-Motor aus dem Audi V8 ausschließlich mit Sechsgang-Schaltgetriebe. Alle C4 wurden ab 1994 serienmäßig mit Airbag ausgeliefert. Anlässlich der Überarbeitung sowie Umbenennung im Juli 1994 zum Audi A6 wurden die letzten Fünfzylinder-Saugmotoren aus dem Programm genommen.

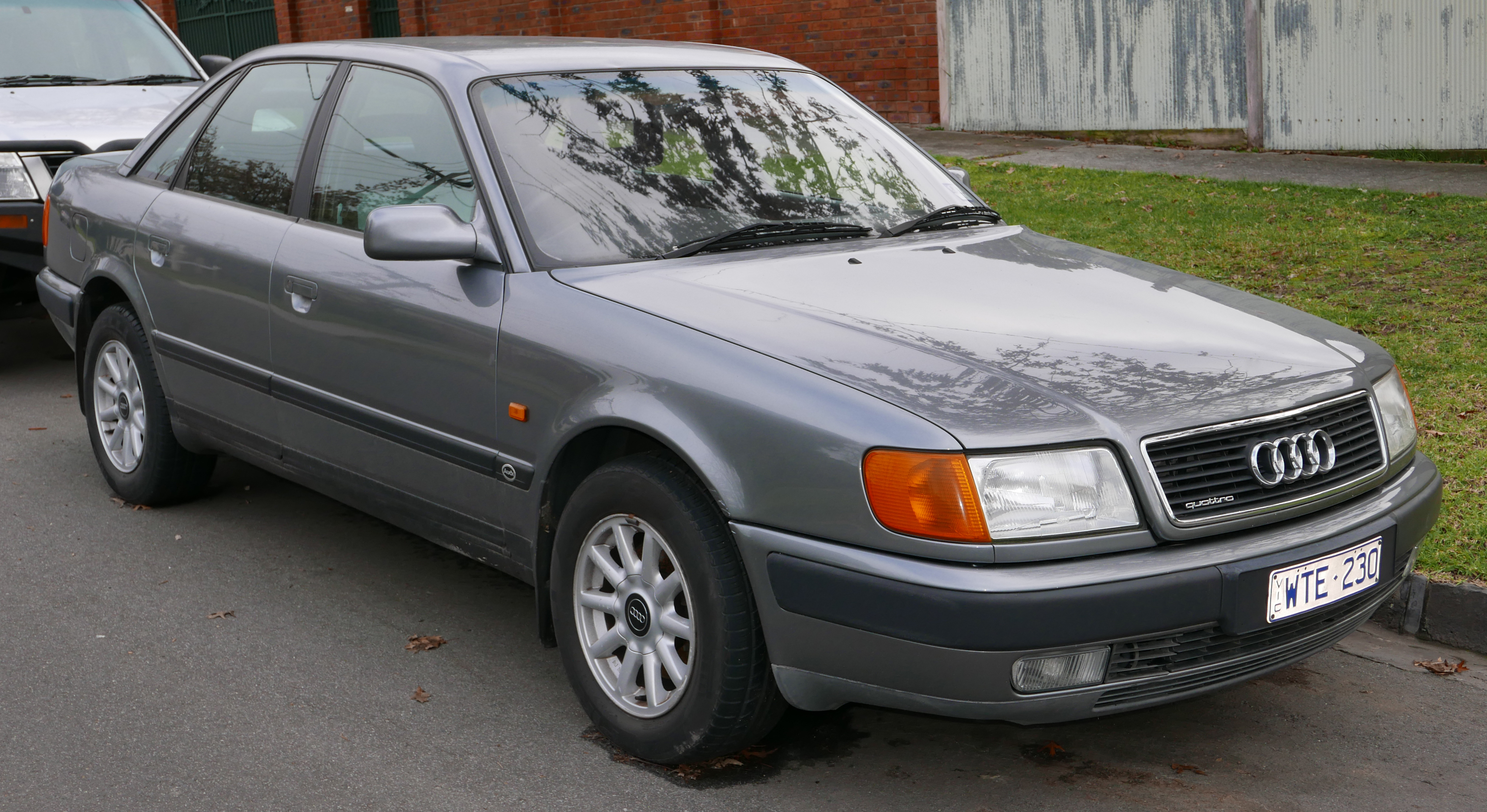
Audi 100 (1990–1994)
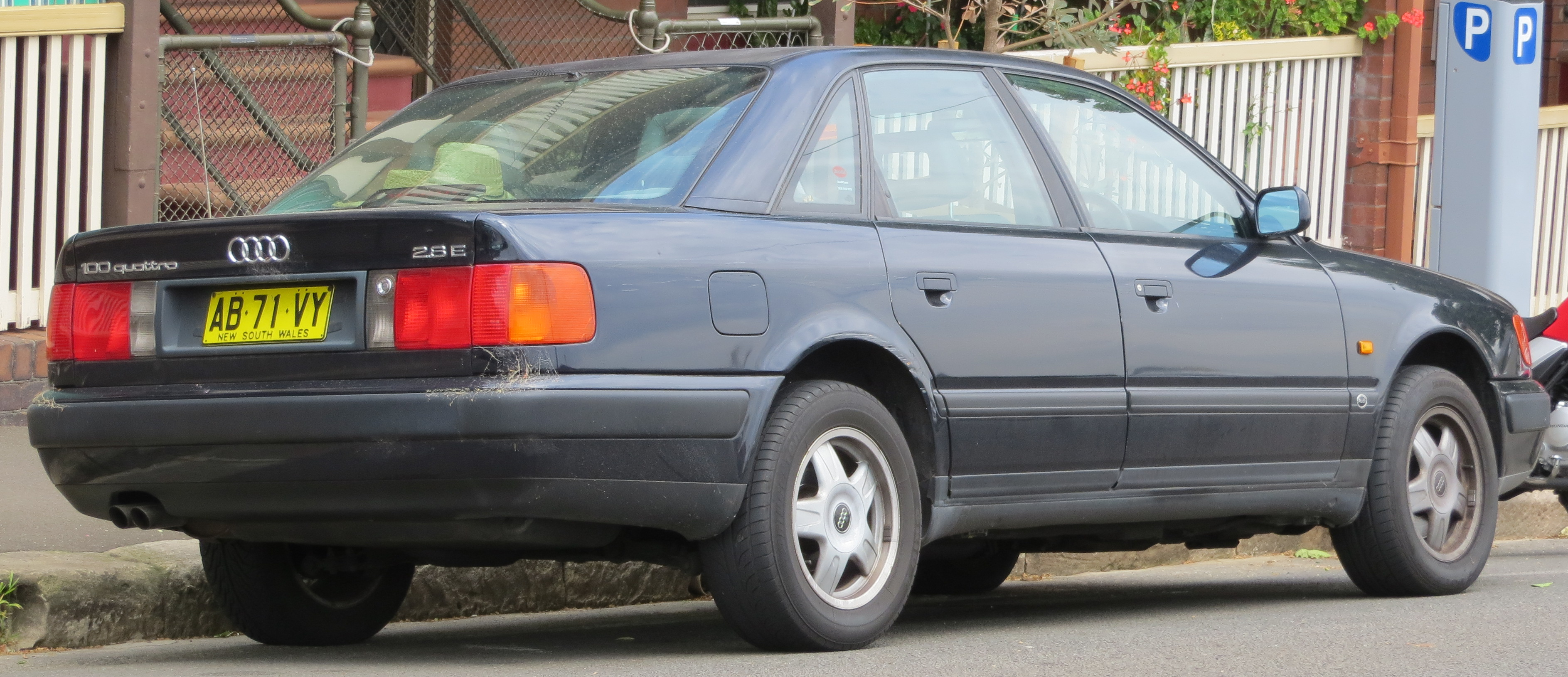
Audi 100 (1990–1994)
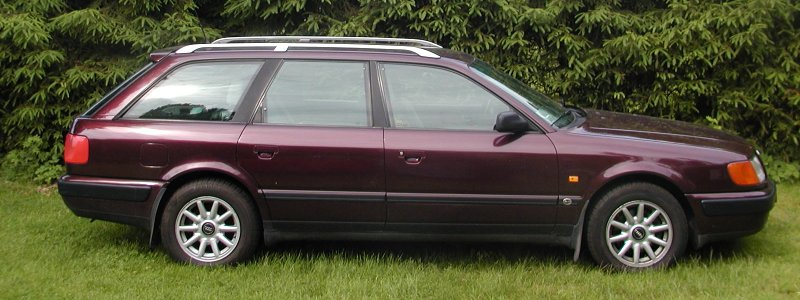
Audi 100 Avant (1991–1994)
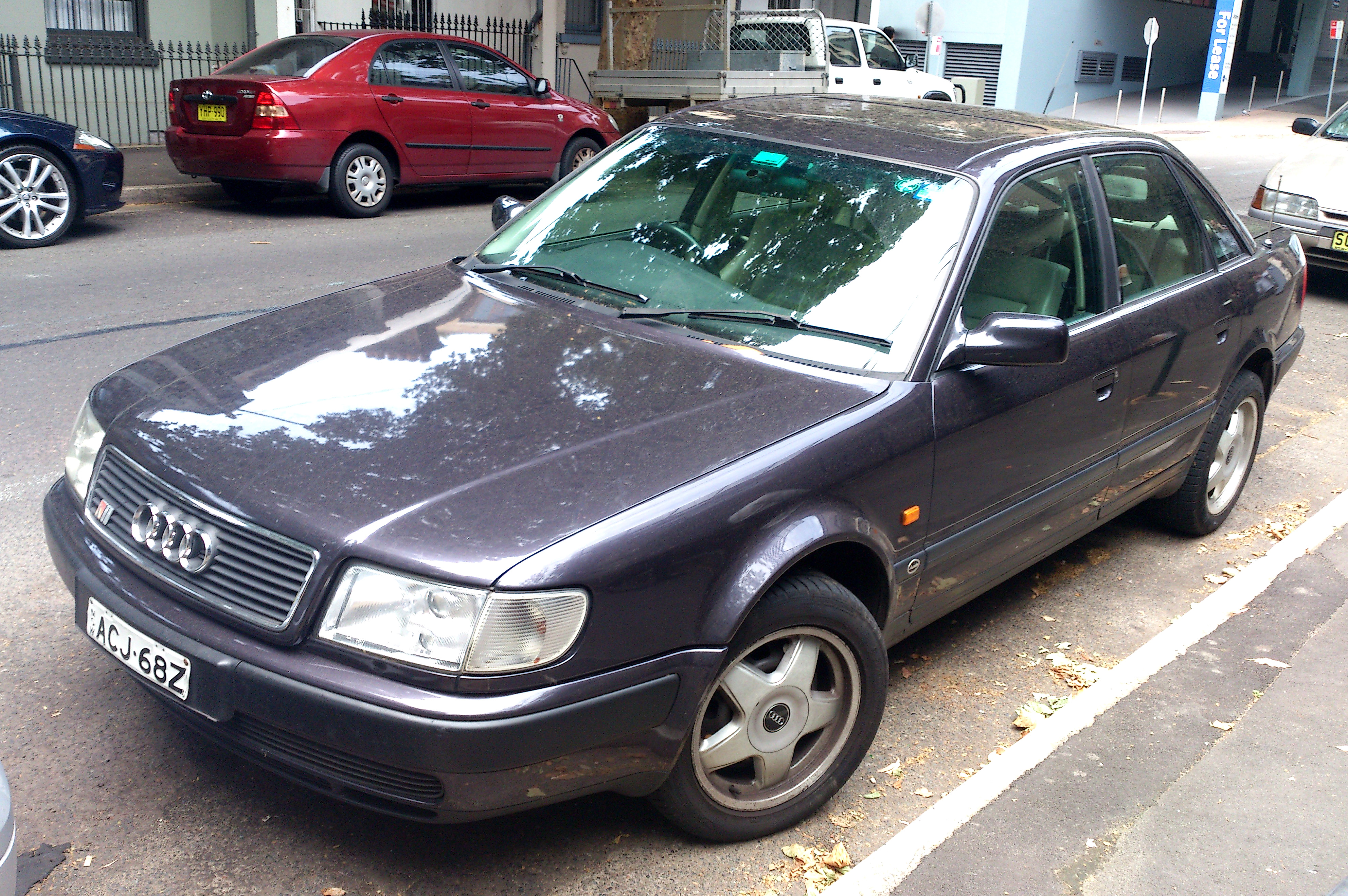
Audi S4 (1992–1994)